# Пашино Село
Пашино Село (алб. Katundi i Ri) је насељено место у општини Пећ, на Косову и Метохији. Према попису становништва из 2011. у насељу је живело 628 становника.

## Становништво
Према попису из 2011. године, Пашино Село има следећи етнички састав становништва:
| Националност | 2011.        |
| Албанци      | 546 (86,94%) |
| Египћани     | 41 (6,53%)   |
| Роми         | 35 (5,57%)   |
| Ашкалије     | 5 (0,80%)    |
| Бошњаци      | 1 (0,16%)    |
| Укупно       | 628          |

| Демографија | Демографија | Демографија |
| Година      | Становника  | Становника  |
| ----------- | ----------- | ----------- |
| 1948.       | 385         |             |
| 1953.       | 430         |             |
| 1961.       | 598         |             |
| 1971.       | 820         |             |
| 1981.       | 1.037       |             |
| 1991.       | 1.089       |             |
| 2011.       | 628         |             |